# Erwin Bennewitz
Erwin Georg Bennewitz (* 5. Juni 1902 in Rixdorf bei Berlin; † 22. Oktober 1980 in Springe) war von Oktober 1946 bis Juli 1948 Bezirksbürgermeister des Berliner Bezirks Treptow.
Er war bis zu seiner erzwungenen Ablösung der letzte frei gewählte Bezirksbürgermeister bis zur politischen Wende und den dann folgenden freien Kommunalwahlen 1990.

## Leben
Bennewitz war verheiratet, besuchte die Volksschule und nach einer Lehre als Maschinenbauer arbeitete er als Maschinen- und Motorenschlosser in Berlin. Später war er als kaufmännischer Angestellter tätig.
Während der Zeit des Nationalsozialismus war er vier Monate in Sicherungsverwahrung im Polizeigefängnis Berlin-Alexanderplatz und erhielt ein Verbot, das Stadtgebiet zu verlassen.
Nach der Befreiung wurde er wieder als Funktionsträger der Sozialdemokratischen Partei Deutschlands (SPD) aktiv, begann eine Tätigkeit als Personalleiter der Bewag und war dort Mitglied des Betriebsrates.
Nach der Zwangsvereinigung von SPD und KPD zur SED 1946 gehörte Bennewitz in der SPD-Abteilung Altglienicke mit zu jenem Kreis, der in Ablehnung der neu geschaffenen Einheitspartei aktiv eine Wiedergründung des SPD-Kreisverbandes Treptow betrieb.
Am 20. Oktober 1946 wurde Bennewitz für die SPD zum Stadt- und Bezirksverordneten im Berliner Bezirk Treptow gewählt. In der konstituierenden Sitzung am 11. Dezember 1946 wählte die Bezirksverordnetenversammlung (BVV), aus der die SPD als stärkste Partei hervorging, Erwin G. Bennewitz zum ersten aus freier Wahl hervorgegangenen Bezirksbürgermeister nach dem Zweiten Weltkrieg. In der nachfolgenden Zeit häuften sich die Spannungen zwischen der SPD und den bürgerlichen Parteien CDU und LDP auf der einen Seite und der SED auf der anderen Seite und es kam im Sommer 1948 zu der politischen Spaltung der Stadt Berlin, in deren Folge Bennewitz im Juli 1948 mit Hilfe der Sowjetischen Militäradministration (SMAD) abgelöst wurde.
Sein bisheriger Stellvertreter Paul Ickert (SED) wurde als neuer Bezirksbürgermeister eingesetzt, die SPD ging in den Untergrund und war ab diesem Zeitpunkt nicht mehr in der BVV vertreten.
Bennewitz wechselte aus Angst vor weiterer politischer Verfolgung in den Westen Deutschlands in das niedersächsische Barsinghausen, wo er aber keine kommunalpolitischen Funktionen mehr übernahm.
Am 22. Oktober 1980 verstarb er in Nähe seines Wohnortes in Springe.

## Ehrungen
Im Berliner Stadtbezirk Treptow-Köpenick ist seit 2011 eine Straße nach ihm benannt (Erwin-Bennewitz-Weg).